# ポート・オーソリティ・バスターミナル
ポート・オーソリティ・バスターミナル  (Port Authority Bus Terminal : PABT) はアメリカ合衆国ニューヨーク市マンハッタン区ヘルズ・キッチン地区にあるバスターミナルである。単にポートオーソリティとも、ポート・オーソリティ・ターミナルとも呼ばれる。

## 概要
ポート・オーソリティ・バスターミナルは、全米やカナダなど外国を含む各地へバスが出ており、マンハッタンへの長距離バスの玄関口となっている。また、ニュージャージー州などへの通勤・通学用のバスが存在する。だが、LI方面へのバスは多いとはいえない。また、ボウリング場・ゲームセンターが施設内に存在する。
このバスターミナルはニューヨーク・ニュージャージー港湾公社 (Port Authority of New York and New Jersey : PANYNJ) によって所有・運営されている。ミッドタウン8番街625番地、リンカーン・トンネルの一ブロック東、タイムズスクエアの一ブロック西に位置する。
このターミナルはアメリカで最大の大きさであり、世界で最も交通量が多く、平日は一日あたり平均して約7,000台のバスが200,000人、年間では53,000,000人を輸送する。223の出発ゲートと1250台分の駐車場を持つ。2011年には2,263,000台のバスがこのターミナルから出発した。
このターミナルはPANYNJによって運営される3つのうちの1つで、他にはアッパーマンハッタンのジョージ・ワシントン橋バスターミナルとジャージーシティのジャーナル・スクエア・トランスポーテーション・センターがある。

## 歴史
PABTは1950年に8番街と9番街の間と40丁目と41丁目の間に建設され開業した。これは、ミッドタウンの各地に散らばる各私営バスターミナルを一ヶ所に集約するために作られた。第二ターミナルの拡張が42丁目に1979年に作られた。

## アクセス
地下鉄：タイムズ・スクエア-42丁目/ポート・オーソリティ・バスターミナル駅（1 2 3 7 N Q R W S 系統の列車）

## 利用バス会社
バスは、ターミナルへはリンカーン・トンネルを経由している。

### 空港バス
- ニューヨーク・エアポート・サービス（英語版） - ケネディ国際空港、ラガーディア空港行き
- オリンピア・トレイル（英語版） - ニューアーク国際空港行き

### 通勤路線
POBTからは、ニュージャージー州、ハドソン高地のロックランド郡、オレンジ郡、ペンシルベニア州東部へ向かうバスがある。
- アカデミー・バス（英語版）
- ビーバー・ツアーウェイズ（英語版）
- コーチUSA（英語版）
  - コミュニティ・コーチ（英語版）
  - デカンプ・バスラインズ（英語版）
  - レイクランド・バスラインズ（英語版）
  - オリンピア・トレイル（英語版）
  - ロックランド・コーチズ（英語版）
  - ショート・ライン（英語版）
  - サバーバン・トレイル（英語版）
- マーツ・トラムウェイズ（英語版）
- ニュージャージー・トランジット
- スパニッシュ・トランスポーテーション（英語版）
- トランスブリッジ・ラインズ（英語版）

### 長距離
- アディロンダック・トラムウェイズ（英語版）
- ボルトバス
- ピーターパン・バスラインズ
- キャピトル・トラムウェイズ（英語版）
- グレイハウンド

### 観光
- グレーライン・ニューヨーク（英語版）